# NFL Draft 2023
Der NFL Draft 2023 war der 88. Auswahlprozess neuer Spieler (Draft) im American Football für die Saison 2023 der National Football League (NFL). Der Draft fand vom 27. bis zum 29. April vor und im Bahnhof Union Station sowie um das Liberty Memorial herum in Kansas City, Missouri statt. Die Vergabe erfolgte im Mai 2019.

## Reihenfolge
(Quelle: )
Springe zu Runde: 2 | 3 | 4 | 5 | 6 | 7
| Runde | Auswahl | Team                  | Spieler                   | Position             | College              | Conference           | Bemerkungen                                                   |
| ----- | ------- | --------------------- | ------------------------- | -------------------- | -------------------- | -------------------- | ------------------------------------------------------------- |
| 1     | 1       | Carolina Panthers     | Bryce Young               | Quarterback          | Alabama              | SEC                  | Pick von den Bears erhalten                                   |
| 1     | 2       | Houston Texans        | C. J. Stroud              | Quarterback          | Ohio State           | Big Ten              |                                                               |
| 1     | 3       | Houston Texans        | Will Anderson             | Defensive End        | Alabama              | SEC                  | Pick von den Cardinals erhalten                               |
| 1     | 4       | Indianapolis Colts    | Anthony Richardson        | Quarterback          | Florida              | SEC                  |                                                               |
| 1     | 5       | Seattle Seahawks      | Devon Witherspoon         | Cornerback           | Illinois             | Big Ten              | Pick von den Broncos erhalten                                 |
| 1     | 6       | Arizona Cardinals     | Paris Johnson Jr.         | Offensive Tackle     | Ohio State           | Big Ten              | Pick von den Rams via Lions erhalten                          |
| 1     | 7       | Las Vegas Raiders     | Tyree Wilson              | Defensive End        | Texas Tech           | Big 12               |                                                               |
| 1     | 8       | Atlanta Falcons       | Bijan Robinson            | Runningback          | Texas                | Big 12               |                                                               |
| 1     | 9       | Philadelphia Eagles   | Jalen Carter              | Defensive Tackle     | Georgia              | SEC                  | Pick von den Panthers via Bears erhalten                      |
| 1     | 10      | Chicago Bears         | Darnell Wright            | Offensive Tackle     | Tennessee            | SEC                  | Pick von den Saints via Eagles erhalten                       |
| 1     | 11      | Tennessee Titans      | Peter Skoronski           | Offensive Tackle     | Northwestern         | Big Ten              |                                                               |
| 1     | 12      | Detroit Lions         | Jahmyr Gibbs              | Runningback          | Alabama              | SEC                  | Pick von den Browns via Texans und Cardinals erhalten         |
| 1     | 13      | Green Bay Packers     | Lukas Van Ness            | Defensive End        | Iowa                 | Big Ten              | Pick von den Jets erhalten                                    |
| 1     | 14      | Pittsburgh Steelers   | Broderick Jones           | Offensive Tackle     | Georgia              | SEC                  | Pick von den Patriots erhalten                                |
| 1     | 15      | New York Jets         | Will McDonald IV          | Defensive End        | Iowa State           | Big 12               | Pick von den Packers erhalten                                 |
| 1     | 16      | Washington Commanders | Emmanuel Forbes           | Cornerback           | Mississippi State    | SEC                  |                                                               |
| 1     | 17      | New England Patriots  | Christian Gonzalez        | Cornerback           | Oregon               | Pac-12               | Pick von den Steelers erhalten                                |
| 1     | 18      | Detroit Lions         | Jack Campbell             | Linebacker           | Iowa                 | Big Ten              |                                                               |
| 1     | 19      | Tampa Bay Buccaneers  | Calijah Kancey            | Defensive Tackle     | Pittsburgh           | ACC                  |                                                               |
| 1     | 20      | Seattle Seahawks      | Jaxon Smith-Njigba        | Wide Receiver        | Ohio State           | Big Ten              |                                                               |
| 1     | -       | Miami Dolphins        | Draft-Pick aberkannt      | Draft-Pick aberkannt | Draft-Pick aberkannt | Draft-Pick aberkannt | Draft-Pick aberkannt                                          |
| 1     | 21      | Los Angeles Chargers  | Quentin Johnston          | Wide Receiver        | TCU                  | Big 12               |                                                               |
| 1     | 22      | Baltimore Ravens      | Zay Flowers               | Wide Receiver        | Boston College       | ACC                  |                                                               |
| 1     | 23      | Minnesota Vikings     | Jordan Addison            | Wide Receiver        | USC                  | Pac-12               |                                                               |
| 1     | 24      | New York Giants       | Deonte Banks              | Cornerback           | Maryland             | Big Ten              | Pick von den Jaguars erhalten                                 |
| 1     | 25      | Buffalo Bills         | Dalton Kincaid            | Tight End            | Utah                 | Pac-12               | Pick von den Giants via Jaguars erhalten                      |
| 1     | 26      | Dallas Cowboys        | Mazi Smith                | Defensive Tackle     | Michigan             | Big Ten              |                                                               |
| 1     | 27      | Jacksonville Jaguars  | Anton Harrison            | Offensive Tackle     | Oklahoma             | Big 12               | Pick von den Bills erhalten                                   |
| 1     | 28      | Cincinnati Bengals    | Myles Murphy              | Defensive End        | Clemson              | ACC                  |                                                               |
| 1     | 29      | New Orleans Saints    | Bryan Bresee              | Defensive Tackle     | Clemson              | ACC                  | Pick von den 49ers über die Dolphins und Broncos erhalten     |
| 1     | 30      | Philadelphia Eagles   | Nolan Smith               | Defensive End        | Georgia              | SEC                  |                                                               |
| 1     | 31      | Kansas City Chiefs    | Felix Anudike-Uzomah      | Defensive End        | Kansas State         | Big 12               |                                                               |
| 2     | 32      | Pittsburgh Steelers   | Joey Porter Jr.           | Cornerback           | Penn State           | Big Ten              | Pick von den Bears erhalten                                   |
| 2     | 33      | Tennessee Titans      | Will Levis                | Quarterback          | Kentucky             | SEC                  | Pick von den Texans via Cardinals erhalten                    |
| 2     | 34      | Detroit Lions         | Sam LaPorta               | Tight End            | Iowa                 | Big Ten              | Pick von den Cardinals erhalten                               |
| 2     | 35      | Las Vegas Raiders     | Michael Mayer             | Tight End            | Notre Dame           | Unabhängig (FBS)     | Pick von den Colts erhalten                                   |
| 2     | 36      | Los Angeles Rams      | Steve Avila               | Guard                | TCU                  | Big 12               |                                                               |
| 2     | 37      | Seattle Seahawks      | Derick Hall               | Defensive End        | Auburn               | SEC                  | Pick von den Broncos erhalten                                 |
| 2     | 38      | Atlanta Falcons       | Matthew Bergeron          | Offensive Tackle     | Syracuse             | ACC                  | Pick von den Raiders via Colts erhalten                       |
| 2     | 39      | Carolina Panthers     | Jonathan Mingo            | Wide Receiver        | Ole Miss             | SEC                  |                                                               |
| 2     | 40      | New Orleans Saints    | Isaiah Foskey             | Defensive End        | Notre Dame           | Unabhängig (FBS)     |                                                               |
| 2     | 41      | Arizona Cardinals     | B. J. Ojulari             | Defensive End        | LSU                  | SEC                  | Pick von den Titans erhalten                                  |
| 2     | 42      | Green Bay Packers     | Luke Musgrave             | Tight End            | Oregon State         | Pac-12               | Pick von den Browns über die Jets erhalten                    |
| 2     | 43      | New York Jets         | Joe Tippmann              | Center               | Wisconsin            | Big Ten              |                                                               |
| 2     | 44      | Indianapolis Colts    | Julius Brents             | Cornerback           | Kansas State         | Big 12               | Pick von den Falcons erhalten                                 |
| 2     | 45      | Detroit Lions         | Brian Branch              | Safety               | Alabama              | SEC                  | Pick von den Packers erhalten                                 |
| 2     | 46      | New England Patriots  | Keion White               | Defensive End        | Georgia Tech         | ACC                  |                                                               |
| 2     | 47      | Washington Commanders | Jartavius Martin          | Cornerback           | Illinois             | Big Ten              |                                                               |
| 2     | 48      | Tampa Bay Buccaneers  | Cody Mauch                | Guard                | North Dakota State   | MVFC                 | Pick von den Lions via Packers erhalten                       |
| 2     | 49      | Pittsburgh Steelers   | Keeanu Benton             | Defensive Tackle     | Wisconsin            | Big Ten              |                                                               |
| 2     | 50      | Green Bay Packers     | Jayden Reed               | Wide Receiver        | Michigan State       | Big Ten              | Pick von den Buccaneers erhalten                              |
| 2     | 51      | Miami Dolphins        | Cam Smith                 | Cornerback           | South Carolina       | SEC                  |                                                               |
| 2     | 52      | Seattle Seahawks      | Zach Charbonnet           | Runningback          | UCLA                 | Pac-12               |                                                               |
| 2     | 53      | Chicago Bears         | Gervon Dexter             | Defensive Tackle     | Florida              | SEC                  | Pick von den Ravens erhalten                                  |
| 2     | 54      | Los Angeles Chargers  | Tuli Tuipulotu            | Defensive End        | USC                  | Pac-12               |                                                               |
| 2     | 55      | Kansas City Chiefs    | Rashee Rice               | Wide Receiver        | SMU                  | AAC                  | Pick von den Vikings via Lions erhalten                       |
| 2     | 56      | Chicago Bears         | Tyrique Stevenson         | Cornerback           | Miami (FL)           | ACC                  | Pick von den Jaguars erhalten                                 |
| 2     | 57      | New York Giants       | John Michael Schmitz      | Center               | Minnesota            | Big Ten              |                                                               |
| 2     | 58      | Dallas Cowboys        | Luke Schoonmaker          | Tight End            | Michigan             | Big Ten              |                                                               |
| 2     | 59      | Buffalo Bills         | O’Cyrus Torrence          | Guard                | Florida              | SEC                  |                                                               |
| 2     | 60      | Cincinnati Bengals    | D. J. Turner              | Cornerback           | Michigan             | Big Ten              |                                                               |
| 2     | 61      | Jacksonville Jaguars  | Brenton Strange           | Tight End            | Penn State           | Big Ten              | Pick von den 49ers über die Panthers und Bears erhalten       |
| 2     | 62      | Houston Texans        | Juice Scruggs             | Center               | Penn State           | Big Ten              | Pick von den Eagles erhalten                                  |
| 2     | 63      | Denver Broncos        | Marvin Mims               | Wide Receiver        | Oklahoma             | Big 12               | Pick von den Chiefs via Lions erhalten                        |
| 3     | 64      | Chicago Bears         | Zacch Pickens             | Defensive Tackle     | South Carolina       | SEC                  |                                                               |
| 3     | 65      | Philadelphia Eagles   | Tyler Steen               | Guard                | Alabama              | SEC                  | Pick von den Texans erhalten                                  |
| 3     | 66      | Philadelphia Eagles   | Sydney Brown              | Safety               | Illinois             | Big Ten              | Pick von den Cardinals erhalten                               |
| 3     | 67      | Denver Broncos        | Drew Sanders              | Linebacker           | Arkansas             | SEC                  | Pick von den Colts erhalten                                   |
| 3     | 68      | Detroit Lions         | Hendon Hooker             | Quarterback          | Tennessee            | SEC                  | Pick von den Broncos erhalten                                 |
| 3     | 69      | Houston Texans        | Tank Dell                 | Wide Receiver        | Houston              | AAC                  | Pick von den Rams erhalten                                    |
| 3     | 70      | Las Vegas Raiders     | Byron Young               | Defensive Tackle     | Alabama              | SEC                  |                                                               |
| 3     | 71      | New Orleans Saints    | Kendre Miller             | Runningback          | TCU                  | Big 12               |                                                               |
| 3     | 72      | Arizona Cardinals     | Garrett Williams          | Cornerback           | Syracuse             | ACC                  | Pick von den Titans erhalten                                  |
| 3     | 73      | New York Giants       | Jalin Hyatt               | Wide Receiver        | Tennessee            | SEC                  | Pick von den Browns via Texans und Rams erhalten              |
| 3     | 74      | Cleveland Browns      | Cedric Tillman            | Wide Receiver        | Tennessee            | SEC                  | Pick von den Jets erhalten                                    |
| 3     | 75      | Atlanta Falcons       | Zach Harrison             | Defensive End        | Ohio State           | Big Ten              |                                                               |
| 3     | 76      | New England Patriots  | Marte Mapu                | Linebacker           | Sacramento State     | Big Sky              | Pick von den Panthers erhalten                                |
| 3     | 77      | Los Angeles Rams      | Byron Young               | Defensive End        | Tennessee            | SEC                  | Pick von den Patriots über die Dolphins erhalten              |
| 3     | 78      | Green Bay Packers     | Tucker Kraft              | Tight End            | South Dakota State   | MVFC                 |                                                               |
| 3     | 79      | Indianapolis Colts    | Josh Downs                | Wide Receiver        | North Carolina       | ACC                  | Pick von den Commanders erhalten                              |
| 3     | 80      | Carolina Panthers     | D. J. Johnson             | Linebacker           | Oregon               | Pac-12               | Pick von den Steelers erhalten                                |
| 3     | 81      | Tennessee Titans      | Tyjae Spears              | Runningback          | Tulane               | AAC                  | Pick von den Lions via Cardinals erhalten                     |
| 3     | 82      | Tampa Bay Buccaneers  | YaYa Diaby                | Defensive End        | Louisville           | ACC                  |                                                               |
| 3     | 83      | Denver Broncos        | Riley Moss                | Cornerback           | Iowa                 | Big Ten              | Pick von den Seahawks erhalten                                |
| 3     | 84      | Miami Dolphins        | Devon Achane              | Runningback          | Texas A&M            | SEC                  |                                                               |
| 3     | 85      | Los Angeles Chargers  | Daiyan Henley             | Linebacker           | Washington State     | Pac-12               |                                                               |
| 3     | 86      | Baltimore Ravens      | Trenton Simpson           | Linebacker           | Clemson              | ACC                  |                                                               |
| 3     | 87      | San Francisco 49ers   | Ji'Ayir Brown             | Safety               | Penn State           | Big Ten              | Pick von den Vikings erhalten                                 |
| 3     | 88      | Jacksonville Jaguars  | Tank Bigsby               | Runningback          | Auburn               | SEC                  |                                                               |
| 3     | 89      | Los Angeles Rams      | Kobie Turner              | Defensive Tackle     | Wake Forest          | ACC                  | Pick von den Giants erhalten                                  |
| 3     | 90      | Dallas Cowboys        | DeMarvion Overshown       | Linebacker           | Texas                | Big 12               |                                                               |
| 3     | 91      | Buffalo Bills         | Dorian Williams           | Linebacker           | Tulane               | AAC                  |                                                               |
| 3     | 92      | Kansas City Chiefs    | Wanya Morris              | Offensive Tackle     | Oklahoma             | Big 12               | Pick von den Bengals erhalten                                 |
| 3     | 93      | Pittsburgh Steelers   | Darnell Washington        | Tight End            | Georgia              | SEC                  | Pick von den 49ers via Panthers erhalten                      |
| 3     | 94      | Arizona Cardinals     | Michael Wilson            | Wide Receiver        | Stanford             | Pac-12               | Pick von den Eagles erhalten                                  |
| 3     | 95      | Cincinnati Bengals    | Jordan Battle             | Safety               | Alabama              | SEC                  | Pick von den Chiefs erhalten                                  |
| 3     | 96      | Detroit Lions         | Brodric Martin            | Defensive Tackle     | Western Kentucky     | C-USA                | Pick von den Cardinals erhalten, Compensatory Pick            |
| 3     | 97      | Washington Commanders | Ricky Stromberg           | Center               | Arkansas             | SEC                  | Compensatory Pick                                             |
| 3     | 98      | Cleveland Browns      | Siaki Ika                 | Defensive Tackle     | Baylor               | Big 12               | Compensatory Pick                                             |
| 3     | 99      | San Francisco 49ers   | Jake Moody                | Kicker               | Michigan             | Big Ten              | Compensatory Pick                                             |
| 3     | 100     | Las Vegas Raiders     | Tre Tucker                | Wide Receiver        | Cincinnati           | AAC                  | Pick von den Chiefs über Giants; Compensatory Pick            |
| 3     | 101     | San Francisco 49ers   | Cameron Latu              | Tight End            | Alabama              | SEC                  | Compensatory Pick                                             |
| 3     | 102     | Minnesota Vikings     | Mekhi Blackmon            | Cornerback           | USC                  | Pac-12               | Pick von den 49ers erhalten, Compensatory Pick                |
| 4     | 103     | New Orleans Saints    | Nick Saldiveri            | Offensive Tackle     | Old Dominion         | Sun Belt             | Pick von den Bears erhalten                                   |
| 4     | 104     | Las Vegas Raiders     | Jakorian Bennett          | Cornerback           | Maryland             | Big Ten              | Pick von den Texans erhalten                                  |
| 4     | 105     | Philadelphia Eagles   | Kelee Ringo               | Cornerback           | Georgia              | SEC                  | Pick von den Cardinals via Texans erhalten                    |
| 4     | 106     | Indianapolis Colts    | Blake Freeland            | Offensive Tackle     | BYU                  | Unabhängig (FBS)     |                                                               |
| 4     | 107     | New England Patriots  | Jake Andrews              | Center               | Troy                 | Sun Belt             | Pick von den Rams erhalten                                    |
| 4     | 108     | Seattle Seahawks      | Anthony Bradford          | Guard                | LSU                  | SEC                  | Pick von den Broncos erhalten                                 |
| 4     | 109     | Houston Texans        | Dylan Horton              | Defensive End        | TCU                  | Big 12               | Pick von den Raiders erhalten                                 |
| 4     | 110     | Indianapolis Colts    | Adetomiwa Adebawore       | Defensive End        | Northwestern         | Big Ten              | Pick von den Titans via Falcons erhalten                      |
| 4     | 111     | Cleveland Browns      | Dawand Jones              | Offensive Tackle     | Ohio State           | Big Ten              |                                                               |
| 4     | 112     | New England Patriots  | Chad Ryland               | Kicker               | Maryland             | Big Ten              | Pick von den Jets erhalten                                    |
| 4     | 113     | Atlanta Falcons       | Clark Phillips III        | Cornerback           | Utah                 | Pac-12               |                                                               |
| 4     | 114     | Carolina Panthers     | Chandler Zavala           | Guard                | NC State             | ACC                  |                                                               |
| 4     | 115     | Chicago Bears         | Roschon Johnson           | Runningback          | Texas                | Big 12               | Pick von den Saints erhalten                                  |
| 4     | 116     | Green Bay Packers     | Colby Wooden              | Defensive Tackle     | Auburn               | SEC                  |                                                               |
| 4     | 117     | New England Patriots  | Sidy Sow                  | Guard                | Eastern Michigan     | MAC                  |                                                               |
| 4     | 118     | Washington Commanders | Braeden Daniels           | Offensive Tackle     | Utah                 | Pac-12               |                                                               |
| 4     | 119     | Kansas City Chiefs    | Chamarri Conner           | Safety               | Virginia Tech        | ACC                  | Pick von den Lions via Vikings erhalten                       |
| 4     | 120     | New York Jets         | Carter Warren             | Offensive Tackle     | Pittsburgh           | ACC                  | Pick von den Steelers via Patriots erhalten                   |
| 4     | 121     | Jacksonville Jaguars  | Ventrell Miller           | Linebacker           | Florida              | SEC                  | Pick von den Buccaneers erhalten                              |
| 4     | 122     | Arizona Cardinals     | Jon Gaines II             | Guard                | UCLA                 | Pac-12               | Pick von den Dolphins via Chiefs und Lions erhalten           |
| 4     | 123     | Seattle Seahawks      | Cameron Young             | Defensive Tackle     | Mississippi State    | SEC                  |                                                               |
| 4     | 124     | Baltimore Ravens      | Tavius Robinson           | Linebacker           | Ole Miss             | SEC                  |                                                               |
| 4     | 125     | Los Angeles Chargers  | Derius Davis              | Wide Receiver        | TCU                  | Big 12               |                                                               |
| 4     | 126     | Cleveland Browns      | Isaiah McGuire            | Defensive End        | Missouri             | SEC                  | Pick von den Vikings erhalten                                 |
| 4     | 127     | New Orleans Saints    | Jake Haener               | Quarterback          | Fresno State         | MW                   | Pick von den Jaguars erhalten                                 |
| 4     | 128     | Los Angeles Rams      | Stetson Bennett           | Quarterback          | Georgia              | SEC                  | Pick von den Giants erhalten                                  |
| 4     | 129     | Dallas Cowboys        | Viliami Fehoko            | Defensive End        | San José State       | MW                   |                                                               |
| 4     | 130     | Jacksonville Jaguars  | Tyler Lacy                | Defensive End        | Oklahoma State       | Big 12               | Pick von den Bills erhalten                                   |
| 4     | 131     | Cincinnati Bengals    | Charlie Jones             | Wide Receiver        | Purdue               | Big Ten              |                                                               |
| 4     | 132     | Pittsburgh Steelers   | Nick Herbig               | Linebacker           | Wisconsin            | Big Ten              | Pick von den 49ers via Panthers erhalten                      |
| 4     | 133     | Chicago Bears         | Tyler Scott               | Wide Receiver        | Cincinnati           | The American         | Pick von den Eagles erhalten                                  |
| 4     | 134     | Minnesota Vikings     | Jay Ward                  | Safety               | LSU                  | SEC                  | Pick von den Chiefs erhalten                                  |
| 4     | 135     | Las Vegas Raiders     | Aidan O’Connell           | Quarterback          | Purdue               | Big Ten              | Pick von den Raiders erhalten, Compensatory Pick              |
| 5     | -       | Houston Texans        | Draft-Pick aberkannt      | Draft-Pick aberkannt | Draft-Pick aberkannt | Draft-Pick aberkannt | Draft-Pick aberkannt                                          |
| 5     | 136     | Jacksonville Jaguars  | Yasir Abdullah            | Linebacker           | Louisville           | ACC                  | Pick von den Bears erhalten                                   |
| 5     | 137     | Washington Commanders | KJ Henry                  | Defensive End        | Clemson              | ACC                  | Pick von den Cardinals via Bills erhalten                     |
| 5     | 138     | Indianapolis Colts    | Darius Rush               | Cornerback           | South Carolina       | SEC                  |                                                               |
| 5     | 139     | Arizona Cardinals     | Clayton Tune              | Quarterback          | Houston              | The American         | Pick von den Broncos via Lions erhalten                       |
| 5     | 140     | Cleveland Browns      | Dorian Thompson-Robinson  | Quarterback          | UCLA                 | Pac-12               | Pick von den Rams erhalten                                    |
| 5     | 141     | Minnesota Vikings     | Jaquelin Roy              | Defensive Tackle     | LSU                  | SEC                  | Pick von den Raiders via Colts erhalten                       |
| 5     | 142     | Cleveland Browns      | Cameron Mitchell          | Cornerback           | Northwestern         | Big Ten              |                                                               |
| 5     | 143     | New York Jets         | Israel Abanikanda         | Runningback          | Pittsburgh           | ACC                  |                                                               |
| 5     | 144     | New England Patriots  | Atonio Mafi               | Guard                | UCLA                 | Pac-12               | Pick von den Falcons via Raiders erhalten                     |
| 5     | 145     | Carolina Panthers     | Jammie Robinson           | Safety               | Florida State        | ACC                  |                                                               |
| 5     | 146     | New Orleans Saints    | Jordan Howden             | Safety               | Minnesota            | Big Ten              |                                                               |
| 5     | 147     | Tennessee Titans      | Josh Whyle                | Tight End            | Cincinnati           | AAC                  |                                                               |
| 5     | 148     | Chicago Bears         | Noah Sewell               | Linebacker           | Oregon               | Pac-12               | Pick von den Patriots via Ravens erhalten                     |
| 5     | 149     | Green Bay Packers     | Sean Clifford             | Quarterback          | Penn State           | Big Ten              |                                                               |
| 5     | 150     | Buffalo Bills         | Justin Shorter            | Wide Receiver        | Florida              | SEC                  | Pick von den Commanders erhalten                              |
| 5     | 151     | Seattle Seahawks      | Mike Morris               | Defensive End        | Michigan             | Big Ten              | Pick von den Steelers erhalten                                |
| 5     | 152     | Detroit Lions         | Colby Sorsdal             | Offensive Tackle     | William & Mary       | CAA                  |                                                               |
| 5     | 153     | Tampa Bay Buccaneers  | SirVocea Dennis           | Linebacker           | Pittsburgh           | ACC                  |                                                               |
| 5     | 154     | Seattle Seahawks      | Olu Oluwatimi             | Center               | Michigan             | Big Ten              |                                                               |
| 5     | 155     | San Francisco 49ers   | Darrell Luter Jr.         | Cornerback           | South Alabama        | Sun Belt             | Pick von den Dolphins erhalten                                |
| 5     | 156     | Los Angeles Chargers  | Jordan McFadden           | Guard                | Clemson              | ACC                  |                                                               |
| 5     | 157     | Baltimore Ravens      | Kyu Blu Kelly             | Cornerback           | Stanford             | Pac-12               |                                                               |
| 5     | 158     | Indianapolis Colts    | Daniel Scott              | Safety               | California           | Pac-12               | Pick von den Vikings erhalten                                 |
| 5     | 159     | Green Bay Packers     | Dontayvion Wicks          | Wide Receiver        | Virginia             | ACC                  | Pick von den Jaguars über die Falcons und die Lions erhalten  |
| 5     | 160     | Jacksonville Jaguars  | Antonio Johnson           | Safety               | Texas A&M            | SEC                  | Pick von den Giants erhalten                                  |
| 5     | 161     | Los Angeles Rams      | Nick Hampton              | Linebacker           | Appalachian State    | Sun Belt             | Pick von den Cowboys via Houston erhalten                     |
| 5     | 162     | Indianapolis Colts    | Will Mallory              | Tight End            | Miami (FL)           | ACC                  | Pick von den Bills erhalten                                   |
| 5     | 163     | Cincinnati Bengals    | Chase Brown               | Runningback          | Illinois             | Big Ten              |                                                               |
| 5     | 164     | Minnesota Vikings     | Jaren Hall                | Quarterback          | BYU                  | Unabhängig (FBS)     | Pick von den 49ers erhalten                                   |
| 5     | 165     | Chicago Bears         | Terell Smith              | Cornerback           | Minnesota            | Big Ten              | Pick von den Eagles via Saints erhalten                       |
| 5     | 166     | Kansas City Chiefs    | B. J. Thompson            | Linebacker           | Stephen F. Austin    | WAC                  |                                                               |
| 5     | 167     | Houston Texans        | Henry To'oTo'o            | Linebacker           | Alabama              | SEC                  | Pick von den Rams erhalten                                    |
| 5     | 168     | Arizona Cardinals     | Owen Pappoe               | Linebacker           | Auburn               | SEC                  | Pick von sich selbst via Lions erhalten, Compensatory Pick    |
| 5     | 169     | Dallas Cowboys        | Asim Richards             | Offensive Tackle     | North Carolina       | ACC                  | Compensatory Pick                                             |
| 5     | 170     | Las Vegas Raiders     | Christopher Smith II      | Safety               | Georgia              | SEC                  | Pick von den Packers via Jets erhalten Compensatory Pick      |
| 5     | 171     | Tampa Bay Buccaneers  | Payne Durham              | Tight End            | Purdue               | Big Ten              | Pick von den Rams erhalten, Compensatory Pick                 |
| 5     | 172     | New York Giants       | Eric Gray                 | Runningback          | Oklahoma             | Big 12               | Compensatory Pick                                             |
| 5     | 173     | San Francisco 49ers   | Robert Beal Jr.           | Linebacker           | Georgia              | SEC                  | Compensatory Pick                                             |
| 5     | 174     | Los Angeles Rams      | Warren McClendon          | Offensive Tackle     | Georgia              | SEC                  | Pick von den Raiders via Houston erhalten, Compensatory Pick  |
| 5     | 175     | Los Angeles Rams      | Davis Allen               | Tight End            | Clemson              | ACC                  | Pick von den Buccaneers erhalten, Compensatory Pick           |
| 5*    | 176     | Indianapolis Colts    | Evan Hull                 | Runningback          | Northwestern         | Big Ten              | Pick von den Cowboys erhalten, Compensatory Pick              |
| 5*    | 177     | Los Angeles Rams      | Puka Nacua                | Wide Receiver        | BYU                  | Unabhängig (FBS)     | Compensatory Pick                                             |
| 6     | 178     | Dallas Cowboys        | Eric Scott Jr.            | Cornerback           | Southern Miss        | Sun Belt             | Pick von den Bears via Dolphins und Chiefs erhalten           |
| 6     | 179     | Green Bay Packers     | Karl Brooks               | Defensive Tackle     | Bowling Green        | MAC                  | Pick von den Texans via Buccaneers erhalten                   |
| 6     | 180     | Arizona Cardinals     | Kei'Trel Clark            | Cornerback           | Louisville           | ACC                  |                                                               |
| 6     | 181     | Tampa Bay Buccaneers  | Josh Hayes                | Cornerback           | Kansas State         | Big 12               | Pick von den Colts erhalten                                   |
| 6     | 182     | Los Angeles Rams      | Tre’Vius Hodges-Tomlinson | Cornerback           | TCU                  | Big 12               |                                                               |
| 6     | 183     | Denver Broncos        | J. L. Skinner             | Safety               | Boise State          | MW                   | Pick von den Lions via Broncos erhalten                       |
| 6     | 184     | New York Jets         | Zaire Barnes              | Linebacker           | Western Michigan     | MAC                  | Pick von den Raiders via Patriots erhalten                    |
| 6     | 185     | Jacksonville Jaguars  | Parker Washington         | Wide Receiver        | Penn State           | Big Ten              | Pick von den Jets erhalten                                    |
| 6     | 186     | Tennessee Titans      | Jaelyn Duncan             | Offensive Tackle     | Maryland             | Big Ten              | Pick von den Falcons erhalten                                 |
| 6     | 187     | New England Patriots  | Kayshon Boutte            | Wide Receiver        | LSU                  | SEC                  | Pick von den Panthers erhalten                                |
| 6     | 188     | Philadelphia Eagles   | Tanner McKee              | Quarterback          | Stanford             | Pac-12               | Pick von den Saints via Texans erhalten                       |
| 6     | 189     | Los Angeles Rams      | Ochaun Mathis             | Defensive End        | Nebraska             | Big Ten              | Pick von den Titans erhalten                                  |
| 6     | 190     | Cleveland Browns      | Luke Wypler               | Center               | Ohio State           | Big Ten              |                                                               |
| 6     | 191     | Tampa Bay Buccaneers  | Trey Palmer               | Wide Receiver        | Nebraska             | Big Ten              | Pick von den Packers via Rams, Texans und Eagles erhalten     |
| 6     | 192     | New England Patriots  | Bryce Baringer            | Punter               | Michigan State       | Big Ten              |                                                               |
| 6     | 193     | Washington Commanders | Chris Rodriguez Jr.       | Runningback          | Kentucky             | SEC                  |                                                               |
| 6     | 194     | Kansas City Chiefs    | Keondre Coburn            | Defensive Tackle     | Texas                | Big 12               | Pick von den Lions erhalten                                   |
| 6     | 195     | New Orleans Saints    | A. T. Perry               | Wide Receiver        | Wake Forest          | ACC                  | Pick von den Steelers via Broncos erhalten                    |
| 6     | 196     | Tampa Bay Buccaneers  | Jose Ramirez              | Linebacker           | Eastern Michigan     | MAC                  |                                                               |
| 6     | 197     | Miami Dolphins        | Elijah Higgins            | Wide Receiver        | Stanford             | Pac-12               |                                                               |
| 6     | 198     | Seattle Seahawks      | Jerrick Reed II           | Safety               | New Mexico           | MW                   |                                                               |
| 6     | 199     | Baltimore Ravens      | Malaesala Aumavae-Laulu   | Offensive Tackle     | Oregon               | Pac-12               |                                                               |
| 6     | 200     | Los Angeles Chargers  | Scott Marlock             | Defensive Tackle     | Boise State          | MW                   | Pick von den Chargers via Chicago erhalten                    |
| 6     | 201     | Houston Texans        | Jarrett Patterson         | Center               | Notre Dame           | Unabhängig (FBS)     | Pick von den Vikings erhalten                                 |
| 6     | 202     | Jacksonville Jaguars  | Christian Braswell        | Cornerback           | Rutgers              | Big Ten              |                                                               |
| 6     | 203     | Las Vegas Raiders     | Amari Burney              | Linebacker           | Florida              | SEC                  | Pick von den Giants erhalten                                  |
| 6     | 204     | New York Jets         | Jarrick Bernard-Converse  | Cornerback           | LSU                  | SEC                  | Pick von den Cowboys via Jets erhalten                        |
| 6     | 205     | Houston Texans        | Xavier Hutchinson         | Wide Receiver        | Iowa State           | Big 12               | Pick von den Bills erhalten                                   |
| 6     | 206     | Cincinnati Bengals    | Andrei Iosivas            | Wide Receiver        | Princeton            | Ivy                  |                                                               |
| 6     | 207     | Green Bay Packers     | Anders Carlson            | Kicker               | Auburn               | SEC                  | Pick von den 49ers über die Texans und die Jets erhalten      |
| 6     | 208     | Jacksonville Jaguars  | Erick Hallett             | Safety               | Pittsburgh           | ACC                  | Pick von den Eagles erhalten                                  |
| 6     | 209     | New York Giants       | Tre Hawkins III           | Cornerback           | Old Dominion         | Sun Belt             | Pick von den Chiefs erhalten                                  |
| 6     | 210     | New England Patriots  | Demario Douglas           | Wide Receiver        | Liberty              | Unabhängig (FBS)     | Compensatory Pick                                             |
| 6     | 211     | Indianapolis Colts    | Titus Leo                 | Linebacker           | Wagner               | NEC                  | Pick von den Vikings erhalten, Compensatory Pick              |
| 6     | 212     | Dallas Cowboys        | Deuce Vaughn              | Runningback          | Kansas State         | Big 12               | Compensatory Pick                                             |
| 6     | 213     | Arizona Cardinals     | Dante Stills              | Defensive Tackle     | West Virginia        | Big 12               | Compensatory Pick                                             |
| 6     | 214     | New England Patriots  | Ameer Speed               | Cornerback           | Michigan State       | Big Ten              | Pick von den Raiders erhalten, Compensatory Pick              |
| 6     | 215     | Los Angeles Rams      | Zach Evans                | Runningback          | Ole Miss             | SEC                  | Pick von den Commanders via Bills erhalten, Compensatory Pick |
| 6     | 216     | San Francisco 49ers   | Dee Winters               | Linebacker           | TCU                  | Big 12               | Compensatory Pick                                             |
| 6     | 217     | Cincinnati Bengals    | Brad Robbins              | Punter               | Michigan             | Big Ten              | Pick von den Chiefs erhalten, Compensatory Pick               |
| 7     | 218     | Chicago Bears         | Travis Bell               | Defensive Tackle     | Kennesaw State       | ASUN                 | Pick von den Bears über die Dolphins erhalten                 |
| 7     | 219     | Detroit Lions         | Antoine Green             | Wide Receiver        | North Carolina       | ACC                  | Pick von den Texans über die Vikings und Eagles erhalten      |
| 7     | 220     | New York Jets         | Zack Kuntz                | Tight End            | Old Dominion         | Sun Belt             | Pick von den Cardinals via Raiders erhalten                   |
| 7     | 221     | Indianapolis Colts    | Jaylon Jones              | Cornerback           | Texas A&M            | SEC                  |                                                               |
| 7     | 222     | Minnesota Vikings     | DeWayne McBride           | Runningback          | UAB                  | C-USA                | Pick von den Broncos via 49ers erhalten                       |
| 7     | 223     | Los Angeles Rams      | Ethan Evans               | Punter               | Wingate              | SAC                  |                                                               |
| 7     | 224     | Atlanta Falcons       | DeMarcco Hellams          | Safety               | Alabama              | SEC                  | Pick von den Raiders erhalten                                 |
| 7     | 225     | Atlanta Falcons       | Jovaughn Gwyn             | Guard                | South Carolina       | SEC                  |                                                               |
| 7     | 226     | Jacksonville Jaguars  | Cooper Hodges             | Offensive Tackle     | Appalachian State    | Sun Belt             | Pick von den Panthers erhalten                                |
| 7     | 227     | Jacksonville Jaguars  | Raymond Vohasek           | Defensive Tackle     | North Carolina       | ACC                  | Pick von den Saints erhalten                                  |
| 7     | 228     | Tennessee Titans      | Colton Dowell             | Wide Receiver        | UT Martin            | OVC                  |                                                               |
| 7     | 229     | Baltimore Ravens      | Andrew Vorhees            | Guard                | USC                  | Pac-12               | Pick von den Browns erhalten                                  |
| 7     | 230     | Buffalo Bills         | Nick Broeker              | Guard                | Ole Miss             | SEC                  | Pick von den Jets via Buccaneers, Eagles und Texans erhalten  |
| 7     | 231     | Las Vegas Raiders     | Nesta Jade Silvera        | Defensive Tackle     | Arizona State        | Pac-12               | Pick von den Patriots erhalten                                |
| 7     | 232     | Green Bay Packers     | Carrington Valentine      | Cornerback           | Kentucky             | SEC                  |                                                               |
| 7     | 233     | Washington Commanders | Andre Jones Jr.           | Defensive End        | Louisville           | Sun Belt             |                                                               |
| 7     | 234     | Los Angeles Rams      | Jason Taylor II           | Safety               | Oklahoma State       | Big 12               | Pick von den Steelers erhalten                                |
| 7     | 235     | Green Bay Packers     | Lew Nichols III           | Runningback          | Central Michigan     | MAC                  | Pick von den Lions über die Rams erhalten                     |
| 7     | 236     | Indianapolis Colts    | Jake Witt                 | Offensive Tackle     | Northern Michigan    | GLIAC                | Pick von den Buccaneers erhalten                              |
| 7     | 237     | Seattle Seahawks      | Kenny McIntosh            | Runningback          | Georgia              | SEC                  |                                                               |
| 7     | 238     | Miami Dolphins        | Ryan Hayes                | Offensive Tackle     | Michigan             | Big Ten              |                                                               |
| 7     | 239     | Los Angeles Chargers  | Max Duggan                | Quarterback          | TCU                  | Big 12               |                                                               |
| 7     | 240     | Jacksonville Jaguars  | Derek Parish              | Fullback             | Houston              | AAC                  | Pick von den Ravens via Giants erhalten                       |
| 7     | 241     | Pittsburgh Steelers   | Cory Trice                | Cornerback           | Purdue               | Big Ten              | Pick von den Vikings über die Broncos erhalten                |
| 7     | 242     | Green Bay Packers     | Anthony Johnson Jr.       | Safety               | Iowa State           | Big 12               | Pick von den Jaguars erhalten                                 |
| 7     | 243     | New York Giants       | Jordon Riley              | Defensive Tackle     | Oregon               | Pac-12               |                                                               |
| 7     | 244     | Dallas Cowboys        | Jalen Brooks              | Wide Receiver        | South Carolina       | SEC                  |                                                               |
| 7     | 245     | New England Patriots  | Isaiah Bolden             | Cornerback           | Jackson State        | SWAC                 | Pick von den Bills via Falcons erhalten                       |
| 7     | 246     | Cincinnati Bengals    | D. J. Ivey                | Cornerback           | Miami (FL)           | ACC                  |                                                               |
| 7     | 247     | San Francisco 49ers   | Brayden Willis            | Tight End            | Oklahoma             | Big 12               |                                                               |
| 7     | 248     | Houston Texans        | Brandon Hill              | Safety               | Pittsburgh           | ACC                  | Pick von den Texans erhalten                                  |
| 7     | 249     | Philadelphia Eagles   | Moro Ojomo                | Defensive End        | Texas                | Big 12               | Pick von den Chiefs via Lions erhalten                        |
| 7     | 250     | Kansas City Chiefs    | Nic Jones                 | Cornerback           | Ball State           | MAC                  | Compensatory Pick                                             |
| 7     | 251     | Pittsburgh Steelers   | Spencer Anderson          | Guard                | Maryland             | Big Ten              | Pick von den Rams erhalten, Compensatory Pick                 |
| 7     | 252     | Buffalo Bills         | Alex Austin               | Cornerback           | Oregon State         | Pac-12               | Pick von den Buccaneers via Rams erhalten, Compensatory Pick  |
| 7     | 253     | San Francisco 49ers   | Ronnie Bell               | Wide Receiver        | Michigan             | Big Ten              | Compensatory Pick                                             |
| 7     | 254     | New York Giants       | Gervarrius Owens          | Safety               | Houston              | AAC                  | Compensatory Pick                                             |
| 7     | 255     | San Francisco 49ers   | Jalen Graham              | Linebacker           | Purdue               | Big Ten              | Compensatory Pick                                             |
| 7     | 256     | Green Bay Packers     | Grant DuBose              | Wide Receiver        | Charlotte            | C-USA                | Compensatory Pick                                             |
| 7     | 257     | Denver Broncos        | Alex Forsyth              | Center               | Oregon               | Pac-12               | Pick von den Saints erhalten, Compensatory Pick               |
| 7     | 258     | Chicago Bears         | Kendall Williamson        | Cornerback           | Stanford             | Pac-12               | Compensatory Pick                                             |
| 7     | 259     | Los Angeles Rams      | Desjuan Johnson           | Defensive End        | Toledo               | MAC                  | Pick von den Texans erhalten, Compensatory Pick               |

## Trades
Bei den Trades bedeutet der Hinweis (VD), dass der Trade vor dem Draft abgeschlossen wurde (Vor dem Draft) und der Hinweis (D) bedeutet, dass der Trade während des Draftes abgeschlossen wurde.

### Runde 1
1. ↑  Pick 1: Chicago Bears → Carolina Panthers (VD): Chicago tauschte diesen Pick gegen je einen diesjährigen Erst- und Zweitrundenpick (9., 61.), einen Erstrundenpick 2024, einen Zweitrundenpick 2025 und WR D. J. Moore von Carolina
2. ↑  Pick 3: Arizona Cardinals → Houston Texans (D): Die Cardinals tauschten diesen und den 105. Pick gegen den 12. und 33. Pick sowie einen Erst- und Drittrundenpick 2024 der Texans.
3. ↑  Pick 5: Denver Broncos → Seattle Seahawks (VD): Die Broncos gaben die Spieler Quarterback Drew Lock, Defensive End Shelby Harris und Tight End Noah Fant, Erst-, Zweit- und Fünftrundenpick 2022 sowie die Erst- und Zweitrundenpicks 2023 ab und erhielten im Gegenzug Quarterback Russell Wilson und den Viertrundenpick 2022.
4. ↑  Pick 6: Los Angeles Rams → Detroit Lions (VD) → Arizona Cardinals (D): Die Lions gaben Quarterback Matthew Stafford ab und erhielten neben Quarterback Jared Goff einen Drittrundenpick 2021 und je einen Erstrundenpick 2022 und 2023. Die Lions tauschten diesen und den 81. Pick anschließend gegen 12., 34. und 168. Pick der Cardinals.
5. ↑  Pick 9: Carolina Panthers → Chicago Bears (VD) → Philadelphia Eagles (D): Für CAR → CHI siehe Pick 1. Die Bears tauschten diesen Pick anschließend gegen den diesjährigen 10. und einen Viertrundenpick 2024 der Eagles.
6. ↑  Pick 10: New Orleans Saints → Philadelphia Eagles (VD) → Chicago Bears (D): Die Saints gaben die Picks 18, 101 und 237 der Draft 2022 und den Erstrundenpick 2023 sowie den Zweitrundenpick 2024 ab und erhielten im Gegenzug die Picks 16, 19 und 194 der Draft 2022. Für PHI → CHI siehe Pick 9.
7. ↑  Pick 12: Cleveland Browns → Houston Texans  (VD) → Arizona Cardinals (D) → Detroit Lions (D): Die Browns gaben drei Erstrundenpicks der Drafts 2022 bis 2024, einen Drittrundenpick 2023 und einen Viertrundenpick 2024 ab und erhielten im Gegenzug Quarterback Deshaun Watson und einen Sechstrundenpick 2024. HOU → ARI siehe Pick 3. ARI → DET siehe Pick 6.
8. ↑  Pick 13: New York Jets → Green Bay Packers (VD): Die Jets gaben den 13., 42. imd 207. Pick sowie einen Zweitrundenpick 2024 (Dieser könnte zum Erstrundenpick aufgewertet werden, falls Rodgers in der Saison 2023 mindestens 65% der Snaps spielen sollte.) an die Packers ab, um im Gegenzug Quarterback Aaron Rodgers sowie den 15. und 170. Pick zu erhalten.
9. ↑  Pick 14: New England Patriots → Pittsburgh Steelers (D): Die Patriots tauschten diesen Pick gegen den 17. und 120. Pick der Steelers.
10. ↑  Pick 15: Green Bay Packers → New York Jets (VD): Siehe Pick 13
11. ↑  Pick 17: Pittsburgh Steelers → New England Patriots (D): siehe Pick 15.
12. ↑  Pick 24: Jacksonville Jaguars → New York Giants (D): Die Jaguars tauschten diesen Pick gegen den 25., 160. und 240. Pick der Giants.
13. ↑  Pick 25: New York Giants → Jacksonville Jaguars (D) → Buffalo Bills (D): Für NYG → JAX siehe Pick 24. Die Jaguars tauschten diesen Pick anschließend gegen den 27. und 130. Pick der Bills.
14. ↑  Pick 27: Buffalo Bills → Jacksonville Jaguars (D): siehe Pick 25.
15. ↑  Pick 29: San Francisco 49ers → Miami Dolphins → Denver Broncos → New Orleans Saints (VD): Die 49ers tauschten 2022 u. a. diesen Pick gegen einen Erstrundenpick 2022 der Dolphins. Die Dolphins tauschten 2022 u. a. diesen Pick gegen Outside Linebacker Bradley Chubb der Broncos. Die Broncos tauschten 2023 diesen Pick gegen den sich im Ruhestand befundenen, aber noch vertragsgebundenen Head Coach Sean Peyton der Saints.

### Runde 2
1. ↑  Pick 32: Chicago Bears → Pittsburgh Steelers (VD): Die Bears tauschten 2022 diesen Pick gegen Wide Receiver Chase Claypool der Steelers.
2. ↑  Pick 33: Houston Texans → Arizona Cardinals → Tennessee Titans (D): Für HOU → ARI siehe Pick 3. Die Cardinals tauschten diesen und den 81. Pick anschließend gegen den 41. und 72. sowie einen Drittrundenpick 2024 der Titans.
3. ↑  Pick 34: Arizona Cardinals → Detroit Lions (D): Siehe Pick 6.
4. ↑  Pick 35: Indianapolis Colts → Las Vegas Raiders (D): Die Colts tauschten diesen Pick gegen den 38. und 141. Pick der Raiders.
5. ↑  Pick 37: Denver Broncos → Seattle Seahawks (VD): siehe Pick 5
6. ↑  Pick 38: Las Vegas Raiders → Indianapolis Colts → Atlanta Falcons (D): Für LV → IND siehe Pick 37. Die Colts tauschten diesen Pick anschließend gegen den 44. und 110. Pick der Falcons.
7. ↑  Pick 41: Tennessee Titans → Arizona Cardinals (D): Siehe Pick 33.
8. ↑  Pick 42: Cleveland Browns → New York Jets → Green Bay Packers (VD): Die Browns tauschten diesen Pick gegen einen Drittrundenpick (74.) und Wide Receiver Elijah Moore der Jets. Die Jets gaben den Pick im Zuge des Aaron-Rodgers-Trades an die Green Bay Packers weiter (siehe Pick 13).
9. ↑  Pick 44: Atlanta Falcons → Indianapolis Colts (D): Siehe Pick 38.
10. ↑  Pick 45: Green Bay Packers → Detroit Lions (D): Die Packers tauschten diesen Pick gegen den 48. und 159. Pick der Lions.
11. ↑  Pick 48: Detroit Lions → Green Bay Packers → Tampa Bay Buccaneers (D): Für DET → GB siehe Pick 45. Die Packers tauschten diesen Pick anschließend gegen den 50. und 179. Pick der Buccaneers.
12. ↑  Pick 50: Tampa Bay Buccaneers → Green Bay Packers (D): Siehe Pick 48.
13. ↑  Pick 53: Baltimore Ravens → Chicago Bears (VD): Die Ravens tauschten diesen Pick gegen Linebacker Roquan Smith der Bears.
14. ↑  Pick 55: Minnesota Vikings → Detroit Lions (VD) → Kansas City Chiefs (D): Die Vikings tauschten 2022 u. a. diesen Pick gegen Tight End T. J. Hockenson der Lions. Die Lions tauschten diesen und den 194. Pick später gegen den 63., 122. und 249. Pick der Chiefs.
15. ↑  Pick 56: Jacksonville Jaguars → Chicago Bears (D): Die Jaguars tauschten diesen Pick gegen den 61. und 136. Pick der Bears.
16. ↑  Pick 61: San Francisco 49ers → Carolina Panthers → Chicago Bears (VD) → Jacksonville Jaguars (D): Die 49ers tauschten u. a. diesen Pick gegen Panthers' Runningback Christian McCaffrey. Für CAR → CHI siehe Pick 1. Für CHI → JAX siehe Pick 56.
17. ↑  Pick 62: Philadelphia Eagles → Houston Texans (D): Die Eagles tauschten diesen Pick gegen den 65., 188. und 230. Pick der Texans.
18. ↑  Pick 63: Kansas City Chiefs → Detroit Lions → Denver Broncos (D): Für KC → DET siehe Pick 55. Die Lions tauschten diesen und den 138. Pick anschließend gegen den 68. und 138. Pick der Broncos.

### Runde 3
1. ↑  Pick 65: Houston Texans → Philadelphia Eagles (D): Siehe Pick 62.
2. ↑  Pick 66: Arizona Cardinals → Philadelphia Eagles (VD): Die Cardinals tauschten diesen Pick gegen den 66. Pick und einen Fünftrundenpick 2024 der Eagles. Durch diesen Trade wurden Philadelphias Tampering-Beschwerden beigelegt, die bezüglich der Einstellung des ehemaligen Defensive Coordinators der Eagles, Jonathan Gannon, als Head Coach durch Arizona aufkam.
3. ↑  Pick 67: Indianapolis Colts → Denver Broncos (VD): Die Broncos erhielten diesen Pick 67 zusammen mit dem 2022er Pick 179 (Fünfte Runde) im Austausch gegen den 2022er Pick 96 (Dritte Runde).
4. ↑  Pick 68: Denver Broncos → Detroit Lions (D): Siehe Pick 63.
5. ↑  Pick 69: Los Angeles Rams → Houston Texans (D): Die Rams tauschten diesen und den 191. Pick gegen den 73. und 161. Pick der Texans.
6. ↑  Pick 72: Tennessee Titans → Arizona Cardinals (D): Siehe Pick 33.
7. ↑  Pick 73: Cleveland Browns → Houston Texans (VD) → Los Angeles Rams (D) → New York Giants (D): Für CLE → HOU siehe Pick 12. Für HOU → LAR siehe Pick 69. Die Rams tauschten diesen Pick gegen den 89. und 128. Pick der Giants.
8. ↑  Pick 74: New York Jets → Cleveland Browns (VD): siehe Pick 42
9. ↑  Pick 76: Carolina Panthers → New England Patriots (VD): Die Panthers tauschten u. a. diesen Pick gegen einen 2022er Drittrundenpick der Patriots.
10. ↑  Pick 77: New England Patriots → Miami Dolphins → Los Angeles Rams (VD): Die Patriots gaben Pick 77 inklusive Wide Receiver DeVante Parker für ein Fünftrundenpick 2022 an die Dolphins. Die Dolphins gaben Pick 77 inklusive Tight-End Hunter Long an die Rams weiter um Cornerback Jalen Ramsey zu erhalten.
11. ↑  Pick 79: Washington Commanders → Indianapolis Colts (VD): Die Commanders tauschten u. a. diesen Pick gegen Quarterback Carson Wentz und je einen 2022er Zweit- und Siebtrundenpick der Colts.
12. ↑  Pick 80: Pittsburgh Steelers → Carolina Panthers (D): Die Steelers tauschten diesen Pick gegen den 93. und 132. Pick der Panthers.
13. ↑  Pick 81: Detroit Lions → Arizona Cardinals (D) → Tennessee Titans (D): Für DET → ARI siehe Pick 6. Für ARI → TEN siehe Pick 33.
14. ↑  Pick 83: Seattle Seahawks → Denver Broncos (D): Die Seahawks tauschten diesen Pick gegen den 108. Pick und einen Drittrundenpick 2024 der Broncos.
15. ↑  Pick 87: Minnesota Vikings → San Francisco 49ers (D): Die Vikings tauschten diesen Pick gegen den 102., 164. und 222. Pick der 49ers.
16. ↑  Pick 89: New York Giants → Los Angeles Rams (D): Siehe Pick 73.
17. ↑  Pick 92: Cincinnati Bengals → Kansas City Chiefs (D): Die Bengals tauschten diesen Pick gegen den 95. und 217. Pick der Chiefs.
18. ↑  Pick 93: San Francisco 49ers → Carolina Panthers (VD) → Pittsburgh Steelers (D): Für SF → CAR Siehe Pick 61. Für CAR → PIT siehe Pick 80.
19. ↑  Pick 94: Philadelphia Eagles → Arizona Cardinals (VD): Siehe Pick 66.
20. ↑  Pick 95: Kansas City Chiefs → Cincinnati Bengals (D): Siehe Pick 92.
21. ↑  Pick 96: Arizona Cardinals → Detroit Lions (D): Die Cardinals tauschten diesen Pick gegen den 122., 139. und 168. Pick der Lions.
22. ↑  Pick 100: Kansas City Chiefs → New York Giants → Las Vegas Raiders (VD): Die Chiefs tauschten 2022 diesen Pick gegen Giants' Wide Receiver Kadarius Toney. Die Giants tauschten 2023 diesen Pick gegen Raiders' Tight End Darren Waller.
23. ↑  Pick 102: San Francisco 49ers → Minnesota Vikings (D): Siehe Pick 87.

### Runde 4
1. ↑  Pick 103: Chicago Bears → New Orleans Saints (D): Die Bears tauschten diesen Pick gegen den 115. und 165. Pick der Saints.
2. ↑  Pick 104: Houston Texans → Las Vegas Raiders (D): Die Texans tauschten diesen und den 203. Pick gegen den 109. und 174. Pick der Raiders.
3. ↑  Pick 105: Arizona Cardinals → Houston Texans (D) → Philadelphia Eagles (D): Für ARI → HOU siehe Pick 3. Die Texans tauschten diesen Pick gegen einen Drittrundenpick der Eagles aus 2024.
4. ↑  Pick 107: Los Angeles Rams → New England Patriots (VD): Die Rams tauschten 2021 u. a. diesen Pick gegen Patriots' Runningback Sony Michel.
5. ↑  Pick 108: Denver Broncos → Seattle Seahawks (D): Siehe Pick 83.
6. ↑  Pick 109: Las Vegas Raiders → Houston Texans (D): Siehe Pick 104.
7. ↑  Pick 110: Tennessee Titans → Atlanta Falcons (VD) → Indianapolis Colts (D): Die Titans tauschten 2021 u. a. diesen Pick gegen Falcons' Wide Receiver Julio Jones und Pick 186. Für ATL → IND siehe Pick 38.
8. ↑  Pick 112: New York Jets → New England Patriots (D): Die Jets tauschten diesen Pick gegen den 120. und 184. Pick der Patriots.
9. ↑  Pick 115: New Orleans Saints → Chicago Bears (D): Siehe Pick 103.
10. ↑  Pick 119: Detroit Lions → Minnesota Vikings (VD) → Kansas City Chiefs (D): Für DET → MIN siehe Pick 55. Die Vikings tauschten diesen Pick gegen den 134. Pick und einen Fünftrundenpick aus 2024 der Chiefs.
11. ↑  Pick 120: Pittsburgh Steelers → New England Patriots (D) → New York Jets (D): Für PIT → NE siehe Pick 14. Für NE → NYJ siehe Pick 112.
12. ↑  Pick 121: Tampa Bay Buccaneers → Jacksonville Jaguars (VD): Die Buccaneers tauschten 2022 u. a. diesen Pick gegen einen Fünft- und Sechstrundenpick der Jaguars aus 2022.
13. ↑  Pick 122: Miami Dolphins → Kansas City Chiefs (VD) → Detroit Lions (D) → Arizona Cardinals (D): Die Dolphins tauschten 2022 u. a. diesen Pick gegen Chiefs' Wide Receiver Tyreek Hill. Für KC → DET siehe Pick 55. Für DET → ARI siehe Pick 96.
14. ↑  Pick 126: Minnesota Vikings → Cleveland Browns (VD): Die Vikings tauschten 2022 u. a. diesen Pick gegen einen Viertrundenpick der Browns aus 2022.
15. ↑  Pick 127: Jacksonville Jaguars → New Orleans Saints (D): Die Jaguars tauschten diesen Pick gegen den 227. Pick und einen Viertrundenpick der Saints aus 2024.
16. ↑  Pick 128: New York Giants → Los Angeles Rams (D): Siehe Pick 73.
17. ↑  Pick 130: Buffalo Bills → Jacksonville Jaguars (D): Siehe Pick 25.
18. ↑  Pick 132: San Francisco 49ers → Carolina Panthers (VD) → Pittsburgh Steelers (D): Für SF → CAR siehe Pick 61. Für CAR → PIT siehe Pick 80.
19. ↑  Pick 133: Philadelphia Eagles → Chicago Bears (VD): Die Eagles tauschten 2022 diesen Pick gegen Bears' Defensive End Robert Quinn.
20. ↑  Pick 134: Kansas City Chiefs → Minnesota Vikings (D): Siehe Pick 119.
21. ↑  Pick 135: New England Patriots → Las Vegas Raiders (D): Die Patriots tauschten diesen Pick gegen den 144. und 214. Pick der Raiders.

### Runde 5
1. ↑  Pick 136: Chicago Bears → Jacksonville Jaguars (D): Siehe Pick 56.
2. ↑  Pick 119: Arizona Cardinals → Buffalo Bills (VD) → Washington Commanders (D): Die Cardinals tauschten diesen Pick 2022 gegen Bills' Guard Cody Ford. Die Bills tauschten diesen Pick gegen den 150. und 215. Pick der Commanders.
3. ↑  Pick 139: Denver Broncos → Detroit Lions (D) → Arizona Cardinals (D): Für DEN → DET siehe Pick 63. Für DET → ARI siehe Pick 96.
4. ↑  Pick 140: Los Angeles Rams → Cleveland Browns (VD): Die Rams tauschten diesen Pick 2022 gegen Browns' Cornerback Troy Hill.
5. ↑  Pick 141: Las Vegas Raiders → Indianapolis Colts (D) → Minnesota Vikings (D): Für LV → IND siehe Pick 35. Die Colts tauschten diesen Pick gegen den 158. und 211. Pick der Vikings.
6. ↑  Pick 144: Atlanta Falcons → Las Vegas Raiders (VD) → New England Patriots (D): Die Falcons tauschten diesen Pick 2022 gegen Raiders' Wide Receiver Bryan Edwards. Für LV → NE siehe Pick 135.
7. ↑  Pick 148: New England Patriots → Baltimore Ravens (VD) → Chicago Bears (VD): Die Patriots tauschten u. a. diesen Pick 2021 gegen Ravens' Cornerback Shaun Wade. Für BAL → CHI siehe Pick 53.
8. ↑  Pick 150: Washington Commanders → Buffalo Bills (D): Siehe Pick 137.
9. ↑  Pick 151: Pittsburgh Steelers → Seattle Seahawks (VD): Die Steelers tauschten diesen Pick 2021 gegen Seahawks' Cornerback Ahkello Witherspoon.
10. ↑  Pick 155: Miami Dolphins → San Francisco 49ers (VD): Die Dolphins tauschten diesen Pick 2022 gegen 49ers' Runningback Jeff Wilson.
11. ↑  Pick 158: Minnesota Vikings → Indianapolis Colts (D): Siehe Pick 141.
12. ↑  Pick 159: Jacksonville Jaguars → Atlanta Falcons → Detroit Lions (VD): Die Lions erhielten Pick 159 von den Falcons im Tausch gegen Cornerback Jeff Okudah. Zuvor erhielten die Falcons den Pick inklusive eines Viertrundenpick 2024 (Dieser könnte zu einem Zweit- oder Drittrundenpick aufgewertet werden.)  von den Jaguars für Wide Receiver Calvin Ridley.
13. ↑  Pick 160: New York Giants → Jacksonville Jaguars (D): Siehe Pick 24.
14. ↑  Pick 161: Dallas Cowboys → Houston Texans (VD) → Los Angeles Rams (D): Die Cowboys tauschten u. a. diesen Pick gegen Texans' Wide Receiver Brandin Cooks. Für HOU → LAR siehe Pick 69.
15. ↑  Pick 162: Buffalo Bills → Indianapolis Colts (VD): Die Bills tauschten diesen Pick und Runningback Zack Moss gegen Colts' Runningback Nyheim Hines.
16. ↑  Pick 164: San Francisco 49ers → Minnesota Vikings (D): Siehe Pick 87.
17. ↑  Pick 165: Philadelphia Eagles → New Orleans Saints (VD) → Chicago Bears (D): Die Eagles tauschten u. a. diesen Pick 2022 gegen Saints’ Safety C. J. Gardner-Johnson und einen Fünftrundenpick 2025. Für NO → CHI siehe Pick 103.
18. ↑  Pick 167: Los Angeles Rams → Houston Texans (D): Die Rams tauschten diesen Pick gegen den 174. und 259. Pick der Texans.
19. ↑  Pick 168: Arizona Cardinals → Detroit Lions (D) → Arizona Cardinals (D): Für ARI → DET siehe Pick 6. Für DET → ARI siehe Pick 96.
20. ↑  Pick 170: Green Bay Packers → New York Jets (VD) → Las Vegas Raiders (D): Für GB → NYJ siehe Pick 13. Die Jets tauschten diesen Pick gegen den 204. und 220. Pick der Raiders.
21. ↑  Pick 171: Los Angeles Rams → Tampa Bay Buccaneers (D): Die Rams tauschten diesen Pick gegen den 175. und 252. Pick der Buccaneers.
22. ↑  Pick 174: Las Vegas Raiders → Houston Texans (D) → Los Angeles Rams (D): Für LV → HOU siehe Pick 104. Für HOU → LAR siehe Pick 167.
23. ↑  Pick 175: Tampa Bay Buccaneers → Los Angeles Rams (D): Siehe Pick 171.
24. ↑  Pick 176: Dallas Cowboys → Indianapolis Colts (VD): Die Cowboys tauschten diesen Pick gegen Colts' Cornerback Stephon Gilmore.

## Anzahl ausgewählter Spieler

### Nach Position
| Offense: - 33 Wide Receiver - 20 Offensive Tackles - 18 Runningbacks - 15 Tight Ends - 14 Offensive Guards - 14 Quarterbacks - 09 Centers - 01 Full Backs | Defense: - 36 Cornerbacks - 31 Linebackers - 21 Defensive Ends - 21 Defensive Tackles - 20 Safeties | Special Teams: - 3 Kicker - 3 Punter |

### Nach College
Angegeben sind alle Colleges, von denen mehr als ein Spieler ausgewählt wurde.
| Picks | College |
| ----- | --- |
| 10    | Alabama, Georgia |
| 9     | Michigan |
| 8     | TCU |
| 6     | Clemson, Florida, LSU, Ohio State, Oregon, Penn State, Pittsburgh                                                                                    |
| 5     | Auburn, Maryland, Oklahoma, Purdue, South Carolina, Stanford, Tennessee, Texas                                                                       |
| 4     | Houston, Illinois, Iowa, Kansas State, North Carolina, Northwestern, Ole Miss, UCLA, USC                                                             |
| 3     | BYU, Cincinnati, Iowa State, Kentucky, Louisville, Miami, Michigan State, Minnesota, Notre Dame, Old Dominion, Texas A&M, Utah, Wisconsin            |
| 2     | Appalachian State, Arkansas, Boise State, Eastern Michigan, Mississippi State, Nebraska, Oklahoma State, Oregon State, Syracuse, Tulane, Wake Forest |

## NFL Supplemental Draft
Der NFL Supplemental Draft wurde 2023 erstmals wieder seit 2019 abgehalten und fand am 11. Juli 2023 statt. Als einzige Spieler waren Wide Receiver Malachi Wideman (Jackson State) sowie Wide Receiver Milton Wright (Purdue) auswahlberechtigt. Keiner von beiden wurde von einem der 32 Teams ausgewählt. Die Los Angeles Chargers verpflichteten anschließend Milton Wright, ohne dafür einen Draft-Pick für das nächste Jahr abgeben zu müssen.